# شهرستان خلیج هوما
شهرستان خلیج هوما (به لاتین: Homa Bay County) یک منطقهٔ مسکونی در کنیا است که در کنیا واقع شده‌است. شهرستان خلیج هوما ۳٬۱۵۴٫۷ کیلومترمربع مساحت و ۹۶۳٬۷۹۴ نفر جمعیت دارد.